# Ulla Tillander-Godenhielm
Edit Ulla Marita Tillander-Godenhielm, född Tillander 12 maj 1937 i Helsingfors, är en finländsk konsthistoriker och juvelexpert. Hon räknas som en av världens främsta kännare av Peter Carl Fabergés produktion.
Tillander-Godenhielm är dotter till hovjuveleraren Herbert Tillander. Hon doktorerade vid Helsingfors universitet 2005 på en avhandling om det kejserliga ryska belöningssystemet. Tillander-Godenhielm har publicerat flera böcker om Fabergé och andra guldsmeder i det kejserliga Sankt Petersburg. Under 2008 utkom boken Fabergé ja hänen suomalaiset mestarinsa om de många finlandssvenska mästerguldsmeder som arbetade för Fabergé. Boken har sedan getts ut i utökade upplagor på finska 2011 och engelska 2018. En av de finlandssvenska guldsmeder som har uppmärksammats tack vare Tillander-Godenhielms böcker är Alma Pihl.
Den 21 juli 2021 var Tillander-Godenhielm sommarpratare i Yle Vega.